# Usine Renault de Cléon
 (août 2024).
 (décembre 2020).
Si vous disposez d'ouvrages ou d'articles de référence ou si vous connaissez des sites web de qualité traitant du thème abordé ici, merci de compléter l'article en donnant les références utiles à sa vérifiabilité et en les liant à la section « Notes et références ».
L'usine Ampère de Cléon est le principal site de mécanique du groupe Renault, rattaché au constructeur automobile français Ampère. Cette usine fabrique des boîtes de vitesses et des moteurs (thermiques et électriques). 

## Histoire

### 1950-1958
1950 : Le service immobilier de la Régie Renault cherche à l’ouest de Paris un terrain vaste et dégagé offrant de bonnes possibilités d’accès par route et par fer. Dans les années 50, la vallée de la Seine apparaît comme l’axe préférentiel du développement de Renault.
1951 à 1954 : De nombreuses études sont réalisées par des architectes. Les parcelles qui accueilleront l’usine sont très morcelées et appartiennent par tiers à des industriels textiles, des particuliers et des inconnus.
1955 : La nomination de Pierre Dreyfus à la présidence de Renault en mars 1955 constitue un des éléments décisifs du processus de pacification et de la création de l’usine de Cléon. Partisan d’une croissance forte, il annonce que Renault doit atteindre une production de 2000 voitures par jour dès 1960. Dans cette logique, l’usine de mécanique devient indispensable.
1956-1957 : Pierre Meilhan, directeur juridique de la Régie, signe un protocole d’accord avec les industriels et les pouvoirs publics le 22 mars 1956.
Le 11 septembre 1957, Pierre Dreyfus est à Cléon pour voir l’avancée de travaux avec deux de ses meilleurs spécialistes des questions industrielles. Compte tenu des retards accumulés, l’édification de l’usine se fait en même temps que son équipement. La programmation du service d’architecture table sur une construction prête pour Pâques 1958. L’usine couvrira dans un premier temps 46 000 m2 autour de bâtiments classés, suivant l’habitude de Renault, selon les lettres de l’alphabet, avec toutefois le désordre dû à la précipitation (bât. G, I, J, L, F et E).
1958 : La presse ne rate pas la mise en service de la première machine et la fabrication de la première pièce : l’événement se déroule à 17h28 le 2 septembre 1958. Un tour usine un moyeu de synchro de boite de vitesse. Cléon est opérationnel ! Le transfert de main-d’œuvre du textile à l’automobile devient une réalité. En 1958, Cléon compte 374 salariés qui fabriquent des pièces mécaniques destinées à la boîte de vitesses de la Dauphine. Toutes les trois semaines, la production d’une nouvelle pièce passe de Billancourt à Cléon (la première activité industrielle de Cléon a été de remplacer l’usine de Billancourt dans la production des boites de vitesses destinées à la 4CV et à la Dauphine).

### 1959-1968
1959 : Entre l’usine mère de Billancourt et l’usine de Cléon, les circulations d’hommes, de pièces et de machines sont intenses et la répartition du travail en perpétuel rééquilibrage. Dans le bâtiment G, la fabrication augmente progressivement et le bâtiment est agrandi au fur et à mesure des besoins. Cette transposition s’accompagne d’une modernisation de quelques installations et d’une transformation importante des boîtes de vitesses fabriquées à l’usine (289 à 314). Le 1er février 1959, l’atelier de traitement thermique est installé dans la partie nord-est du bâtiment G.
1960 : La production journalière de 1000 boîtes ne sera atteinte qu’en 1960. Dès le mois d’avril, Billancourt prépare le transfert de la fabrication des moteurs 688 et 689, puis la mise en route de la nouvelle famille des moteurs C spécifiques à Cléon. La construction du bâtiment F démarre pour accueillir le département 42[Quoi ?]. Qualité : mise en place des contrôles statistiques.
1961 : En octobre, la première pièce moteur sort de la chaîne d’usinage, dans les temps prévus. 1423 personnes travaillent à Cléon.
1962 : Alors que Cléon a déjà produit un million de boîtes et qu’elle programme une cadence de 2500 unités par jour, l’usine lance les nouvelles boîtes 329 (Estafette) et 313 (4L), avec pour cette dernière une montée en cadence de zéro à 1000 en 7 mois.
1964 : En janvier, l’usine célèbre la coulée sous pression du carter-cylindres aluminium pour le moteur de la R16 à la fonderie. L’industrialisation de la nouvelle boîte à 5 rapports pour la R8 se prépare.
1965 : Les usinages et l’assemblage du moteur A (841 en aluminium) de la R16 sont transférés de Billancourt à Cléon.
1968 : Le moteur en fonte de la R12 est mis en fabrication en octobre. C’est la montée en diversité d’une usine de mécanique qui vole maintenant de ses propres ailes. Cette année-là, Cléon est chargée de démarrer la première boîte automatique, la BVA 139, qui équipait la Renault 16. Elle avait été conçue avec General Motors.

### 1969-1978
1970 : Cléon produit plus de 980 000 moteurs par an (moteur C = 82 % de la production). – Lancement d’une nouvelle boîte de vitesses avec un carter en fonte pour la R6. Elle équipera bientôt les R5 et R4. Ce regroupement permettra une utilisation rationnelle de l’une des plus grandes machines transfert de Cléon : cadence de 3500 carters/jour. – Début de la production à la fonderie des carters cylindres 2 664 cm3 (6 cylindres en V) qui équiperont la R30. – Record de la plus grosse pièce coulée : 16 kg.
1971 : Démarrage des premières boîtes de vitesses BH2 produites dans le cadre de l’association Peugeot-Renault. Elles seront d’abord montées sur la Peugeot 104.
 1973 : Incendie aux traitements thermiques. – Depuis 1960, l’usine fabrique les groupes motopropulseurs des Dauphine Gordini, R8 Gordini, R12 Gordini. – Moteur alu 1647 cm3 pour la R16 TX.
1974 : Lancement de la plus forte boîte de vitesses produite à Cléon. Elle équipera la R30 puis la R20.
1975 : Cléon, spécialiste de la maintenance des outillages en fonderie.
1976 :  Premières boîtes de vitesses BH3 destinées aux Peugeot 104 et R14.
1977 : Coulée en série du carter cylindres moteur J (1995 cm3) monté sur la R30.
1978 : Sortie des moteurs fonte, 1400 cm3 et alu, 1647 cm3, pour la R18. – Plus de 9 000 000 de moteurs et 16 000 000 de boîtes de vitesses ont été produits à Cléon. – Près de 140 000 tonnes de pièces en alliage d’aluminium ont été coulées à la fonderie de Cléon. À la fin des années 1970, la RNUR est la première firme automobile française. Elle réalise 1/3 des ventes de véhicules en France en 1978. La même année, la R5 réunit à elle seule 10 % des immatriculations françaises. Renault se place également en tête des ventes en Europe occidentale durant cette même période. Une des explications de ce succès : la gamme très étoffée de véhicules. Cléon fournit 60 % des moteurs montés sur les véhicules de la marque et la totalité des boîtes de vitesses, à l’exception des boîtes automatiques.

### 1979-1988
1980 : L’AQR (Assurance Qualité Renault) se développe à Cléon. – Agrandissement de la fonderie, des bâtiments G et E, construction des bâtiments L et X5 pour le SED (Service Étude Développement). Démarrage des études de variabilité des machines : norme capabilité.
1980-81 : Implantation des installations de la boîte de vitesses JB. L’usine de Cléon prenant de l’importance au sein de l’entreprise, elle obtient en 1981 la fabrication d’un nouveau moteur, le moteur F.
1981-82 : Mise en place des installations et sortie du moteur F8M, premier moteur Diesel fabriqué à Cléon. La période est propice à la diversification des produits fabriqués par l’usine et aux innovations techniques. Cette expansion de l’activité est aussi marquée par une extension de ses locaux. Le bâtiment E voit sa taille doubler.
1983 : Développement important de la robotisation. – Fabrication des premiers moteurs F2N-Essence.
1984 : Mise en place de la troisième ligne de bancs d’essais au bâtiment E pour les moteurs F.
1986 : Dernier moteur alu (moteur A), soit une production totale de 3 240 924 moteurs.
1988 : Lancement du système boîte à idées. – Démarrage des actions qualité fournisseur AQF. – Fabrication des premières culasses multi-soupapes.

### 1989-1998
1989 : – Sortie des premiers moteurs Energy sur la nouvelle ligne d’assemblage Renault Automation.  – Déplacement de tous les moyens de fabrication de la partie sud du bâtiment G afin de libérer les surfaces nécessaires à la future boîte de vitesses PK. Renault connait une consolidation de ses résultats et l’usine de Cléon est toujours considérée comme une entité importante du dispositif industriel de Renault puisque, malgré un contexte de concurrence accrue entre sites (Espagne, Portugal), elle assure la fourniture de plus de 50 % des moteurs de la gamme et de plus de 60 % des boites de vitesses.
1990 : – Mise en place des installations de la boîte de vitesses PK. – Nouvelle extension de la fonderie. – Démarrage de la MSP (Maîtrise Statistique du Processus). Démarche qualité totale : approche qualité coût délai – déploiement des 19 outils qualité
1991 : – Mise en place des UET (Unité Élémentaire de Travail). – Démarrage du plan Optimhommes. – Démarrage du projet « Usine à vivre ». – Accord de fabrication du F8 turbo. – Accord de fabrication de la boite de vitesse JC5. – Déplacement de moyens de fabrication au bâtiment F afin de libérer les surfaces nécessaires au futur moteur G. – Début de la boîte de vitesses PK.
1992 : À la fonderie, coulée du premier carter cylindres moteur N Volvo avec chemises fonte insérées à la coulée.
1993 : Démarrage du moteur G. 
1994 : Installation du deuxième four de 30 tonnes à la fonderie. 1995 : Dernier moteur C assemblé à Cléon. Depuis 1962, 14 512 288 moteurs C ont été fabriqués à Cléon.
1996 : – Accord de fabrication du G8T turbo. – Entrée en fonction du nouvel atelier habillage moteur F, communément appelé « tabliers ». Obtention de la certification EAQF (Évaluation Assurance Qualité Fournisseur) délivrée par l’UTAC.
1997 : Démarrage du moteur F9QT, premier moteur turbo diesel français à injection directe. – Inauguration de nouveaux bancs d’essais au bâtiment L. – 10 000 000 de boîtes de vitesses JB déjà produites à Cléon. – Dernière boîte de vitesses NG longitudinale fabriquée à Cléon.
1998 : 1 000 000 de boîtes de vitesses JC déjà produites à Cléon.   [ 1999 à aujourd’hui ]

### Depuis 1999
1999 : 500 000 boîtes de vitesses PK produites à Cléon – Signature contrat d’industrialisation de boîtes de vitesses JH/JR.
2000 :  Développement des lignes flexibles – Inauguration, dans le bâtiment K, du DF3P, Département des Pièces Protypes POI, précédemment installé à Boulogne-Billancourt  – Inauguration au SMEC, Service Moyen d’Essais Cléon, du premier banc issu du projet « 6 bancs d’essais moteurs » – Lancement du moteur G9. 2001 – Agrandissement de 3 100 m2 au bâtiment E permettant une capacité de stockage de 10 000 moteurs « 2 jours de production ». – Préparation au DF3P du premier moteur Diesel M1 de l’Alliance.
2002 :  Le CAR, Club d’Amateurs d’Anciennes Renault, fête ses 20 ans.
2003 :  Mise en place des animations au quotidien qui permettent de dialoguer sur l’amélioration de la sécurité et de la qualité. – Inauguration du bâtiment H (superficie de 9 600 m2) permettant de libérer des surfaces au bâtiment K qui hébergera la fabrication du futur moteur Diesel de l’Alliance (M1D). – Nouvelle ligne d’assemblage flex (L4) destinée à produire des boîtes de vitesses PF6 – PK6. – Signature du contrat de la boîte de vitesses PK4. Obtention de la certification ISO 9001 version 2000.
2004 : Dernier moteur F8 (lancé en 1982), soit une production totale de 3 598 343 moteurs. – Extension du bâtiment K.
2005 : Après 13 000 000 d’exemplaires produits à Cléon, la boîte JB est transférée à l’usine de Dacia en Roumanie pour équiper la Logan. L’usine de Cléon obtient l’accord d’investissement pour le projet de fabrication du V9 (moteur 6 cylindres). – L’usine organise des journées portes ouvertes (17 septembre).
2006 : Maintien du label Risques Hautement Protégés en mars. – Le 22 mars, l’usine inaugure ses nouveaux ateliers de fabrication du moteur de l’Alliance, le M9. – Avril : mise en œuvre de l’interdiction de fumer avec Bâtiments sans tabac. – Début avril, l’usine atteint le chiffre record de 80 000 000 d’organes produits depuis sa création en 1958. – Renouvellement du Système de Management de la Qualité par l’UTAC. – Lancement de la campagne REGAL sur l’équilibre alimentaire. – Le vendredi 16 juin, l’usine produit sa 3000000e boite de vitesses P. – 23 octobre : Grande Journée Sportive de l’usine – Le 23 octobre est produite la 18 000 000e boite de vitesses J. – L’usine prépare l’arrivée du V9.
2007 : En janvier, l’usine produit son 100000e moteur M. Le 5 juin, l’usine a produit son 13 000 000e moteur F – L’usine se prépare à démarrer la fabrication du moteur V9X (un V6 de 3.0l).
2008 : C’est l’année du cinquantenaire de l’usine. La journée porte ouverte du 28 juin, organisée pour l’occasion, attire presque 15 000 visiteurs et l’anniversaire est fêté au Zénith en présence de l’ensemble du personnel. L’entité boite de vitesses obtient le R4E 5 étoiles lors de sa participation au prix national de la qualité.
L’usine a démarré les travaux d’intégration de la ligne L1 dans la ligne L4 (assemblage BV). – L’usine a un nouveau projet : être la référence de l’Alliance dans la fabrication de moteurs et boites de vitesses à haut niveau de prestation mécanique. – Côté SPR, de nouvelles démarches de progrès font leur apparition à l’usine. C’est le cas de la démarche IFA : elle regroupe tous les types d’automatisation simples et à coût limité. – L’usine du Mans stoppant la production des couronnes JR, Cléon va récupérer une partie de cette activité (avec Cacia[Qui ?]). 
2009 : Déploiement du QRCQ dans les UET[Quoi ?]. Affection de la fabrication du moteur R9M – Célébration des 10 ans de la certification ISO 14001 – Affection de la fabrication du boîtier d’interconnexion du moteur électrique.
2010 : Célébration de la fabrication du millionième moteur M – Cléon fournisseurs d’AGV pour le Groupe  Convention V9X Infiniti – Cérémonie « 50 millions de BV » produites  – Lancement d’un chantier Lean BV J – Implantation de l’UET câblage véhicules – Cléon organise sa première cérémonie « Hommes et femmes D’Excellence » – Cléon participe au salon « Big talents ».
2011 : Le 2 février, le Groupe Renault annonce la fabrication du GMPE[Quoi ?] sur le site de Cléon. – Coulée des premiers carters junction box  – Le 30 mars est prononcé l’accord de fabrication du moteur ENERGY dCi 130 (R9M) – Inauguration des lignes de fabrication du moteur ENERGY dCi 130 (R9M) – Cléon organise son premier Atelier Benchmark Concurrence Moteurs dans le cadre du challenge Monozukuri – Implantation du Centre de Services Partagés de la Paie.
2012 : Une équipe cléonnaise composée de Céline Hamici et Ingrid Cheyrezy prend le départ du rallye des Gazelles. Réalisation des premiers runs de fabrication de la JUNCTION BOX2 – Mendi Ammad est nommé directeur de l’usine de Cléon – Inauguration de l’atelier Fiabilité et Incidentologie – Rencontre exceptionnelle entre le personnel de l’usine et le pilote Lotus F1 Romain Grosjean.
2013 : Accord de fabrication pour la Junction Box2 – Réalisation de différents « Workshops » dans le cadre de la démarche Monozukuri – Exposition itinérante de Captur dans les ateliers – Essai Zoe pour le personnel de l’usine. – Travaux de configuration de la ligne d’assemblage du moteur R9M – Journée portes ouvertes où  l’usine a accueilli près de 10 000 visiteurs.
2014 : Fabrication du 200e AGV[Quoi ?] – Inauguration du nouveau CRPM boîtes de vitesses et moteurs – Journée marathon fournisseurs R9M – Forum investissements en Fonderie.
2015 : Déploiement des échauffements musculaires dans les ateliers d’assemblage – Accord de fabrication du GMPE (Groupe MotoPropulseur Electrique)[Quoi ?] – Inauguration de ligne d’assemblage GMPE en présence des élus locaux – Exposition nouvelle Megane et Talisman – première participation de l’usine à la Rivière rose en soutien au dépistage du cancer du sein. Affectation de 3 nouvelles lignes d’usinage moteurs.
2016 : Cérémonie pour la fabrication de la 60 millionième BV J – Arrêt de la production du moteur V9X – Lancement de 5 équipes transverses usine : embellissement, digitalisation, écarts d’inventaires, optimisation des emballages et économies d’énergies.
2017 : Accord de fabrication pour les 3 nouvelles lignes d’usinage flexibles –  Visite de François Hollande, président de la République – Renouvellement ISO 14001 et ISO 9001 – Cérémonie de fin d’assemblage de la BV J. Le 1er « Go To Work » (événement pour faciliter la recherche d’emploi pour les apprentis et enfants du personnel) – Organisation d’un job dating (pour le personnel intérimaire) – Participation de l'usine à l’Ecosystem 4.0 – Organisation des premières Olympiades de la Dextérité – Ouverture de l’usine pour la Journée du Patrimoine – Ouverture de l’école de formation – Création de l’application mobile d’information : Inside’R – Organisation de la première Fête de la musique à l’usine.
2018 : L’usine a 60 ans. La JPO organisée le 9 juin, rassemble près de 15 625 visiteurs. – Cérémonie pour la fabrication du 100000e GMPE  – Installation d’un nouveau four de fusion à la fonderie – Accord de fabrication des moteurs M9 et R9 Euro 6 – 4e participation à la Rivière Rose.
2019 : Inauguration du Business Center – Certification ISO 50001 – Cléon décroche le label : Usine référente de l’industrie 4.0
2021 : Le groupe et l'usine sont condamnés en 2021 pour homicide involontaire d'un salarié en 2016.
2022 : Le constructeur néerlandais Ebusco annonce s'installer au sein de l'usine, pour y assembler des bus électriques à destination de la France et de l'Europe du Sud. Il investit 10 millions d'euros pour équiper ce site qui fabriquera aussi les armatures en carbone des véhicules.

## Moteurs

### Moteurs fabriqués par le passé
- Moteur Cléon-Fonte
- Moteur Cléon-Alu
- Moteur Energy
- Moteur G
- Moteur V

### Moteurs en cours de production
- Moteur F
- Moteur K (bielles)
- Moteur M
- Moteur R
- Moteur H (fonderie +  pré-usinage + usinage carter cylindres et culasse)
- Moteur électrique (GMPE)

## Boîtes de vitesses

### Boîtes de vitesses fabriquées par le passé
- Boîte JB / JC
- Boîte JH (arrêt de la production officielle en mars 2017)
- Boîte JR (arrêt de la production officielle en mars 2017)

### Boîtes de vitesses en cours de production
- Boîte PK
- Boîte PF

## Effectifs
L'usine compte 3 219 salariés.